# Mali (socken i Kina, Henan)
Mali (kinesiska: 麻里, 麻里乡) är en socken i Kina. Den ligger i provinsen Henan, i den centrala delen av landet, omkring 280 kilometer sydost om provinshuvudstaden Zhengzhou.
Genomsnittlig årsnederbörd är 1 111 millimeter. Den regnigaste månaden är september, med i genomsnitt 197 mm nederbörd, och den torraste är januari, med 18 mm nederbörd.